# Comuna de Rudnik nad Sanem
Rudnik nad Sanem (polaco: Gmina Rudnik nad Sanem) é uma gminy (comuna) na Polónia, na voivodia de Subcarpácia e no condado de Niżański. A sede do condado é a cidade de Rudnik nad Sanem.
De acordo com os censos de 2005, a comuna tem 10 305 habitantes, com uma densidade 130,9 hab/km².

## Área
Estende-se por uma área de 78,71 km², incluindo:
- área agricola: 45%
- área florestal: 45%

## Demografia
Dados de 30 de Junho 2004:
|                      | Total   | Total | Mulheres | Mulheres | Homens  | Homens |
| -------------------- | ------- | ----- | -------- | -------- | ------- | ------ |
|                      | pessoas | %     | pessoas  | %        | pessoas | %      |
| População            | 10 087  | 100   | 5174     | 51,3     | 4913    | 48,7   |
| Densidade (pop./km²) | 128,2   | 100   | 65,7     | 65,7     | 62,4    | 62,4   |

De acordo com dados de 2002, o rendimento médio per capita ascendia a 1175,74 zł.

## Subdivisões
- Chałupki, Kopki, Przędzel, Przędzel-Kolonia.

## Comunas vizinhas
- Jeżowe, Krzeszów, Nisko, Nowa Sarzyna, Ulanów